# Tatra 87
La Tatra 87 (chiamata anche T87 o Tipo 87) è una grande autovettura di lusso a motore posteriore, prodotta dalla casa automobilistica cecoslovacca Tatra dal 1936 al 1950. 
È una continuazione della serie di berline Tatra aerodinamiche iniziata dalla Tatra 77. 

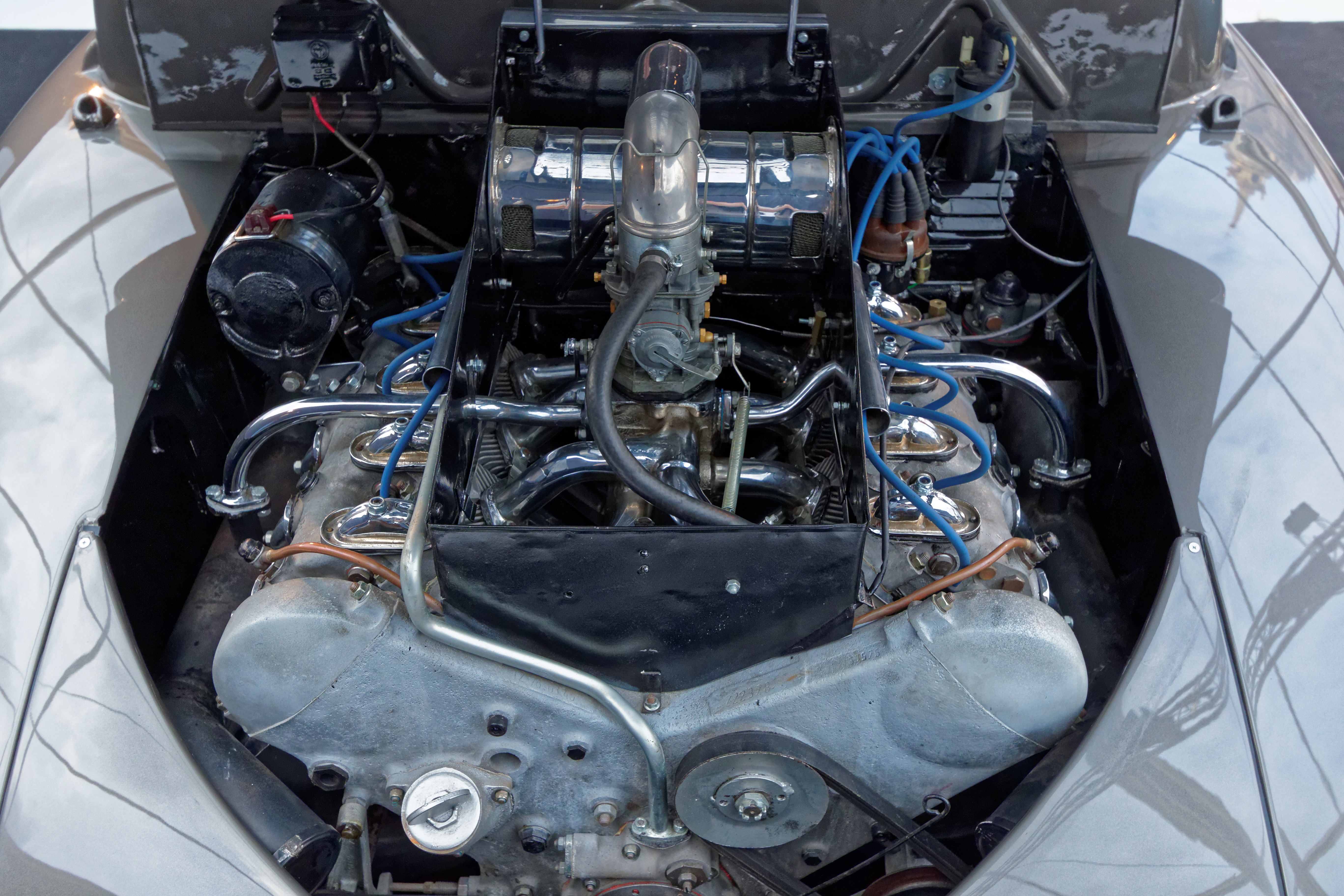
Vista del motore

## Contesto
Era alimentato da un motore V8 montato posteriormente e raffreddato ad aria, con distribuzione mediante un singolo albero a camme in testa e due valvole per cilindro, con angolo tra le bancate di 90 gradi e cilindrata da 2,9 litri. Il propulsore produceva 85 cavalli e poteva spingere l'auto a quasi 100 mph (160 km/h) di velocità massima, venendo considerata tra le auto di produzione in serie omologato per la circolazione stradale più veloci della sua epoca. 
Grazie alla sua forma aerodinamica, la Tatra 87 consumava circa 12,5 litri per 100 km. In seguito durante il secondo dopoguerra tra il 1950 e il 1953, la T87 fu equipaggiata con il motore V8 da 2,5 litri, più moderno e già impegnato sulla T603.